# Joseph Murat
Joseph Murat, francoski general, * 1834, † 1901.
1. ↑  podatkovna baza Léonore — ministère de la Culture.
2. 1 2  Lundy D. R. The Peerage
3. ↑  data.bnf.fr: platforma za odprte podatke — 2011.